# Pheidole barreleti
Pheidole barreleti är en myrart som beskrevs av Auguste-Henri Forel 1903. Pheidole barreleti ingår i släktet Pheidole och familjen myror. Inga underarter finns listade i Catalogue of Life.